# Плопій-Слевітешть
Плопій-Слевітешть, Плопій-Слевітешті (рум. Plopii-Slăvitești) — село у повіті Телеорман в Румунії. Адміністративний центр комуни Плопій-Слевітешть.
Село розташоване на відстані 124 км на південний захід від Бухареста, 51 км на захід від Александрії, 80 км на південний схід від Крайови.

## Населення
За даними перепису населення 2002 року у селі проживали 834 особи.
Національний склад населення села:
| Національність | Кількість осіб | Відсоток |
| -------------- | -------------- | -------- |
| румуни         | 816            | 97,8%    |
| цигани         | 18             | 2,2%     |

Рідною мовою назвали:
| Мова      | Кількість осіб | Відсоток |
| --------- | -------------- | -------- |
| румунська | 822            | 98,6%    |
| циганська | 12             | 1,4%     |